# Gustaf Adolf Ström
Gustaf Adolf Ström, född 3 mars 1872 i Tofteryds socken, Jönköpings län, död på våren 1918 i Chicago, var en svensk-amerikansk målare.
Han var son till bagargesällen Johan Ström och Emma Maria Augusta Severin och från 1894 gift med Hedvig Ström. Han gick som målarlärling i Vireda och Jönköping innan han 1892 utvandrade till Amerika. Han bosatte sig i Chicago där han var verksam som yrkesmålare. På sin fritid studerade han konst och efter något år sände han några av sina arbeten till Anders Zorn för att få en bedömning. Zorn lär ha svarat med att uppmanande honom att fortsätta med sitt konstnärskap. Vid Chicagos Art Institutes utställning 1897 antogs målningarna The Fishermans Hut och The Suburb i klassen amerikansk konst. Därefter medverkade han flitigt vid samlingsutställningar i Philadelphia och Chicago. Hans konst består huvudsakligen av landskapsmåleri.   